# فهرست جایزه‌ها و نامزدی‌های لیلا حاتمی
لیلا حاتمی بازیگر ایرانی است. او ۱۱ بار نامزد سیمرغ بلورین جشنواره فیلم فجر در رشتهٔ بهترین بازیگر نقش اول زن شده است و در نتیجهٔ این نامزدی‌ها یک دیپلم افتخار و دو سیمرغ بلورین کسب کرده است. حاتمی دو بار برندهٔ تندیس زرین از جشن سینمای ایران شده است. او ۱۴ بار هم نامزد دریافت جایزه حافظ شده و از بین آنها دو بار موفق به دریافت این جایزه شده است. وی همچنین یکی از رکوردداران دریافت جایزهٔ بازیگری از جشنواره‌های خارجی است و پنج جایزهٔ بین‌المللی از جمله خرس نقره‌ای و گوی بلورین را در کارنامه دارد. در سال ۱۳۹۱ دولت فرانسه نشان هنر و ادب را به لیلا حاتمی اعطا کرد.
حاتمی برای بازی در فیلم لیلا (۱۳۷۵) نامزد سیمرغ بلورین بهترین بازیگر نقش اول زن از پانزدهمین جشنواره فجر شد و دیپلم افتخار این جایزه را دریافت کرد. او برای بازی در این فیلم، برندهٔ تندیس حافظ بهترین بازیگر زن از اولین دورهٔ جشن حافظ شد. دومین نامزدی حاتمی در جشنواره فیلم فجر با فیلم شیدا (۱۳۷۷) در هفدهمین دوره جشنواره بود که برای آن نامزد جایزه حافظ نیز شد. بازی در آب و آتش (۱۳۸۰) نخستین تندیس زرین را برای حاتمی به‌همراه داشت. او برای بازی در ایستگاه متروک (۱۳۸۰) نامزد سیمرغ بلورین در بیستمین جشنواره فجر شد و نخستین جایزهٔ جهانی خود را در بیست و ششمین دورهٔ جشنوارهٔ بین‌المللی فیلم مونترآل برای بازی در این فیلم کسب کرد. حاتمی با بازی در فیلم بی‌پولی (۱۳۸۷) سیمرغ بلورین بهترین نقش اول زن و تندیس جشن منتقدان و نویسندگان را دریافت کرد.
او برای بازی در هر شب تنهایی (۱۳۸۹) جایزهٔ بهترین بازیگر زن را از جشنواره بین‌المللی فیلم زیمبابوه دریافت کرد. وی در سال ۱۳۸۹ در بیست و نهمین جشنواره فجر برای بازی در جدایی نادر از سیمین نامزد سیمرغ بلورین شد و با فیلم چیزهایی هست که نمی‌دانی در بخش نگاه نو نامزد دریافت جایزه بهترین بازیگر نقش اول زن شد. حاتمی با جدایی نادر از سیمین، خرس نقره‌ای بهترین بازیگر زن را از شصت و یکمین جشنواره بین‌المللی فیلم برلین به‌دست‌آورد و در ششمین دورهٔ جوایز فیلم آسیایی، دو نامزدی در رشته‌های بهترین بازیگر نقش اول زن و بازیگر زن محبوب دریافت کرد.
حاتمی در سی‌امین جشنواره فجر با فیلم نارنجی‌پوش نامزد سیمرغ بلورین بهترین بازیگر نقش اول زن و با فیلم پله آخر نامزد سیمرغ بلورین بهترین طراحی صحنه و لباس شد. او برای بازی در پله آخر، جایزهٔ گوی بلورین بهترین بازیگر زن را از چهل و هفتمین دورهٔ جشنواره بین‌المللی فیلم کارلووی واری کسب کرد. او برای بازی در دوران عاشقی (۱۳۹۳) نامزد سیمرغ بلورین از سی و سومین دوره جشنواره شد. حاتمی با بازی در رگ خواب (۱۳۹۵) بیشترین تعداد جایزه برای بازی در یک فیلم را که شامل سیمرغ بلورین از سی و پنجمین جشنواره فجر، تندیس زرین از نوزدهمین جشن سینمای ایران، تندیس حافظ از هجدهمین جشن حافظ، تندیس بهترین بازیگر نقش اول زن از دوازدهمین جشن منتقدان و نویسندگان و چندین جایزه دیگر را نیز کسب کرد.

## جوایز ایرانی
| مراسم                                   | سال  | دسته                     | اثر                       | نتیجه    | منبع        |
| --------------------------------------- | ---- | ------------------------ | ------------------------- | -------- | ----------- |
| جشنواره فیلم فجر                        | ۱۳۷۵ | بهترین بازیگر نقش اول زن | لیلا                      | رتبه دوم | [ ۱ ] [ ۲ ] |
| جشنواره فیلم فجر                        | ۱۳۷۷ | بهترین بازیگر نقش اول زن | شیدا                      | نامزدشده | [ ۳ ]       |
| جشنواره فیلم فجر                        | ۱۳۸۰ | بهترین بازیگر نقش اول زن | ایستگاه متروک             | نامزدشده | [ ۴ ]       |
| جشنواره فیلم فجر                        | ۱۳۸۳ | بهترین بازیگر نقش اول زن | سالاد فصل                 | نامزدشده | [ ۵ ]       |
| جشنواره فیلم فجر                        | ۱۳۸۷ | بهترین بازیگر نقش اول زن | بی‌پولی                    | برنده    | [ ۶ ]       |
| جشنواره فیلم فجر                        | ۱۳۸۸ | بهترین بازیگر نقش اول زن | چهل سالگی                 | نامزدشده | [ ۷ ]       |
| جشنواره فیلم فجر                        | ۱۳۸۹ | بهترین بازیگر نقش اول زن | جدایی نادر از سیمین       | نامزدشده | [ ۸ ]       |
| جشنواره فیلم فجر                        | ۱۳۸۹ | بهترین بازیگر نقش اول زن | چیزهایی هست که نمی‌دانی    | نامزدشده | [ ۹ ]       |
| جشنواره فیلم فجر                        | ۱۳۹۰ | بهترین طراحی صحنه و لباس | پله آخر                   | نامزدشده | [ ۱۰ ]      |
| جشنواره فیلم فجر                        | ۱۳۹۰ | بهترین بازیگر نقش اول زن | نارنجی‌پوش                 | نامزدشده | [ ۱۰ ]      |
| جشنواره فیلم فجر                        | ۱۳۹۳ | بهترین بازیگر نقش اول زن | دوران عاشقی               | نامزدشده | [ ۱۱ ]      |
| جشنواره فیلم فجر                        | ۱۳۹۵ | بهترین بازیگر نقش اول زن | رگ خواب                   | برنده    | [ ۱۲ ]      |
| جشن سینمای ایران                        | ۱۳۸۰ | بهترین بازیگر نقش اول زن | آب و آتش                  | برنده    | [ ۱۳ ]      |
| جشن سینمای ایران                        | ۱۳۸۱ | بهترین بازیگر نقش اول زن | ارتفاع پست                | نامزدشده | [ ۱۴ ]      |
| جشن سینمای ایران                        | ۱۳۸۹ | بهترین بازیگر نقش اول زن | پرسه در مه                | نامزدشده | [ ۱۵ ]      |
| جشن سینمای ایران                        | ۱۳۹۳ | بهترین بازیگر نقش اول زن | پله آخر                   | نامزدشده | [ ۱۶ ]      |
| جشن سینمای ایران                        | ۱۳۹۶ | بهترین بازیگر نقش اول زن | رگ خواب                   | برنده    | [ ۱۷ ]      |
| جشن حافظ                                | ۱۳۷۶ | بهترین بازیگر زن         | لیلا                      | برنده    | [ ۱۸ ]      |
| جشن حافظ                                | ۱۳۷۸ | بهترین بازیگر زن         | شیدا                      | نامزدشده | [ ۱۹ ]      |
| جشن حافظ                                | ۱۳۸۰ | بهترین بازیگر زن         | آب و آتش                  | نامزدشده | [ ۲۰ ]      |
| جشن حافظ                                | ۱۳۸۱ | بهترین بازیگر زن         | ارتفاع پست                | نامزدشده | [ ۲۱ ]      |
| جشن حافظ                                | ۱۳۸۵ | بهترین بازیگر زن         | حکم                       | نامزدشده | [ ۲۲ ]      |
| جشن حافظ                                | ۱۳۹۰ | بهترین بازیگر زن         | بی‌پولی                    | نامزدشده | [ ۲۳ ]      |
| جشن حافظ                                | ۱۳۹۳ | بهترین بازیگر زن         | پله آخر                   | نامزدشده | [ ۲۴ ]      |
| جشن حافظ                                | ۱۳۹۵ | بهترین بازیگر زن         | دوران عاشقی               | نامزدشده | [ ۲۵ ]      |
| جشن حافظ                                | ۱۳۹۶ | بهترین بازیگر زن         | من                        | نامزدشده | [ ۲۶ ]      |
| جشن حافظ                                | ۱۳۹۷ | بهترین بازیگر زن         | رگ خواب                   | برنده    | [ ۲۷ ]      |
| جشن حافظ                                | ۱۳۹۸ | بهترین بازیگر زن         | بمب؛ یک عاشقانه           | نامزدشده | [ ۲۸ ]      |
| جشن حافظ                                | ۱۳۹۹ | بهترین بازیگر زن درام    | نهنگ آبی                  | نامزدشده | [ ۲۹ ]      |
| جشن حافظ                                | ۱۴۰۲ | بهترین بازیگر زن         | تصور                      | نامزدشده | [ ۳۰ ]      |
| جشن حافظ                                | ۱۴۰۳ | بهترین بازیگر زن کمدی    | شبکه مخفی زنان            | نامزدشده | [ ۳۱ ]      |
| انجمن منتقدان و نویسندگان سینمایی ایران | ۱۳۸۰ | بهترین بازیگر نقش اول زن | آب و آتش                  | برنده    | [ ۳۲ ]      |
| انجمن منتقدان و نویسندگان سینمایی ایران | ۱۳۸۸ | بهترین بازیگر نقش اول زن | بی‌پولی                    | برنده    | [ ۳۳ ]      |
| انجمن منتقدان و نویسندگان سینمایی ایران | ۱۳۸۹ | بهترین بازیگر نقش اول زن | پرسه در مه                | نامزدشده | [ ۳۴ ]      |
| انجمن منتقدان و نویسندگان سینمایی ایران | ۱۳۹۱ | بهترین بازیگر نقش اول زن | پله آخر                   | نامزدشده | [ ۳۵ ]      |
| انجمن منتقدان و نویسندگان سینمایی ایران | ۱۳۹۲ | بهترین بازیگر نقش اول زن | سربه‌مهر                   | نامزدشده | [ ۳۶ ]      |
| انجمن منتقدان و نویسندگان سینمایی ایران | ۱۳۹۴ | بهترین بازیگر نقش اول زن | در دنیای تو ساعت چند است؟ | نامزدشده | [ ۳۷ ]      |
| انجمن منتقدان و نویسندگان سینمایی ایران | ۱۳۹۵ | بهترین بازیگر نقش اول زن | من                        | برنده    | [ ۳۸ ]      |
| انجمن منتقدان و نویسندگان سینمایی ایران | ۱۳۹۶ | بهترین بازیگر نقش اول زن | رگ خواب                   | برنده    | [ ۳۹ ]      |
| انجمن منتقدان و نویسندگان سینمایی ایران | ۱۳۹۷ | بهترین بازیگر نقش اول زن | بمب؛ یک عاشقانه           | نامزدشده | [ ۴۰ ]      |

## جوایز بین‌المللی
| مراسم                               | سال  | دسته                          | اثر                 | نتیجه    | منبع   |
| ----------------------------------- | ---- | ----------------------------- | ------------------- | -------- | ------ |
| جشنوارهٔ بین‌المللی فیلم مونترآل      | ۲۰۰۲ | بهترین بازیگر زن              | ایستگاه متروک       | برنده    | [ ۴۱ ] |
| جشنواره بین‌المللی فیلم زیمبابوه     | ۲۰۱۰ | بهترین بازیگر زن              | هر شب تنهایی        | برنده    | [ ۴۲ ] |
| جشنواره بین‌المللی فیلم برلین        | ۲۰۱۱ | خرس نقره‌ای بهترین بازیگر زن   | جدایی نادر از سیمین | برنده    | [ ۴۳ ] |
| جشنواره بین‌المللی فیلم پام اسپرینگز | ۲۰۱۲ | جایزهٔ فیبرشی بهترین بازیگر زن | جدایی نادر از سیمین | برنده    | [ ۴۴ ] |
| انجمن بین‌المللی سینمافیل            | ۲۰۱۲ | بهترین بازیگر نقش مکمل زن     | جدایی نادر از سیمین | نامزدشده | [ ۴۵ ] |
| جوایز فیلم آسیایی                   | ۲۰۱۲ | بهترین بازیگر نقش اول زن      | جدایی نادر از سیمین | نامزدشده | [ ۴۶ ] |
| جوایز فیلم آسیایی                   | ۲۰۱۲ | بازیگر زن محبوب               | جدایی نادر از سیمین | نامزدشده | [ ۴۶ ] |
| جشنواره بین‌المللی فیلم کارلووی واری | ۲۰۱۲ | گوی بلورین بهترین بازیگر زن   | پله آخر             | برنده    | [ ۴۷ ] |

## سایر جوایز
| مراسم                                     | سال  | دسته                                                  | اثر            | نتیجه    | منبع   |
| ----------------------------------------- | ---- | ----------------------------------------------------- | -------------- | -------- | ------ |
| سومین جشنوارهٔ سیما                        | ۱۳۸۰ | بهترین بازیگر زن فیلم و سریال                         | کیف انگلیسی    | برنده    | [ ۴۸ ] |
| دومین جشنوارهٔ زنان فیلمساز                | ۱۳۸۵ | ماندگارترین نقش زن در تاریخ سینمای ایران پس از انقلاب | لیلا           | نامزدشده | [ ۴۹ ] |
| ششمین جشنواره فیلم‌های ایرانی سانفرانسیسکو | ۱۳۹۰ | بهترین بازیگر نقش اول زن                              | آشنایی با لیلا | برنده    | [ ۵۰ ] |
| سی و یکمین جشنواره فیلم فجر در کرمانشاه   | ۱۳۹۱ | بهترین بازیگر نقش اول زن                              | سربه‌مهر        | برنده    | [ ۵۱ ] |
| اولین جشن روزنامهٔ سینما                   | ۱۳۹۵ | بهترین بازیگر زن                                      | من             | برنده    | [ ۵۲ ] |
| ششمین جشنواره فیلم‌های ایرانی استرالیا     | ۱۳۹۵ | بهترین بازیگر زن                                      | من             | برنده    | [ ۵۳ ] |
| هفتمین جشنواره فیلم‌های ایرانی استرالیا    | ۱۳۹۷ | بهترین بازیگر زن                                      | رگ خواب        | برنده    | [ ۵۴ ] |
| نخستین دوره جایزه آکادمی سینماسینما       | ۱۳۹۷ | بهترین بازیگر زن                                      | رگ خواب        | برنده    | [ ۵۵ ] |
| چهارمین دوره فستیوال آکادمی افسانه زندگی  | ۱۴۰۰ | بهترین بازیگر زن                                      | قاتل و وحشی    | برنده    | [ ۵۶ ] |

## جوایز افتخاری
| مراسم                                 | سال  | جایزه                                    | نتیجه | منبع   |
| ------------------------------------- | ---- | ---------------------------------------- | ----- | ------ |
| جشن حافظ                              | ۱۳۷۹ | بازیگر برگزیده سینمای ایران پس از انقلاب | برنده | [ ۵۷ ] |
| جشنواره فیلم پروین اعتصامی            | ۱۳۹۱ | بهترین بازیگر زن نسل دوم و سوم           | برنده | [ ۵۸ ] |
| جشنواره بین‌المللی فیلم‌های آسیایی وزول | ۲۰۲۲ | دوچرخه طلایی                             | برنده | [ ۵۹ ] |
| جشنواره بین‌المللی فیلم ونیز           | ۲۰۲۲ | جایزه زن در سینما                        | برنده | [ ۶۰ ] |

## افتخارات دولتی
| کشور   | سال  | جایزه/افتخار               | منبع   |
| ------ | ---- | -------------------------- | ------ |
| فرانسه | ۲۰۱۲ | نشان هنر و ادب درجهٔ شوالیه | [ ۶۱ ] |

## رتبه‌بندی‌ها
| ناشر      | فهرست                                   | سال  | نتیجه     | منبع   |
| --------- | --------------------------------------- | ---- | --------- | ------ |
| واندرلیست | زیباترین زنان خاورمیانه                 | ۲۰۱۶ | رتبهٔ ۴    | [ ۶۲ ] |
| ایندی‌وایر | ۲۵ نقش‌آفرین زن برتر قرن بیست و یکم      | ۲۰۱۷ | قرارگرفته | [ ۶۳ ] |
| ایندی‌وایر | ۵۰ نقش‌آفرینی برتر جهان                  | ۲۰۱۹ | رتبهٔ ۳۶   | [ ۶۴ ] |
| کلایدر    | ۱۱ نقش‌آفرینی غیر انگلیسی‌زبان لایق اسکار | ۲۰۲۳ | رتبه ۱۰   | [ ۶۵ ] |